# 阿比奥梅德
阿比奥梅德（Abiomed, Inc.）是強生公司旗下的一家医疗器械公司。  该公司总部位于丹佛斯，並且在沃本、巴爾的摩、柏林、亚琛和東京都设有办事处。2022年12月22日，阿比奥梅德被強生公司收购。 